# عمران علي (لاعب كريكت)
عمران علي (25 ديسمبر 1975 في باكستان - ) هو لاعب كريكت باكستاني. لعب مع Gujranwala cricket team ‏.